# Too Dumb for New York City, Too Ugly for L.A.
Too Dumb for New York City, Too Ugly for L.A. è il cinquantanovesimo album di Waylon Jennings, pubblicato dalla Epic Records nell'agosto del 1992.

## Tracce
1. Just Talkin' (Waylon Jennings)
2. Silent Partners (Bobby Braddock)
3. Didn't We Shine (Don Schiltz, Jesse Winchester)
4. Too Dumb for New York City (Waylon Jennings, Basil McDavid)
5. Armed and Dangerous (Troy Seals, Tony Colton)
6. Heartaches Older Than You (Troy Seals, Max D. Barnes, Waylon Jennings)
7. Hank Williams Syndrome (Waylon Jennings)
8. A Lot of Good (Troy Seals, Buddy Emmons, Waylon Jennings)
9. I've Got My Faults (Waylon Jennings)
10. Smokey on Your Front Door (Troy Seals, Max D. Barnes, Waylon Jennings)

## Musicisti
- Waylon Jennings - voce, chitarra, mandolino
- Reggie Young - chitarra
- Brent Rowan - chitarra
- Troy Seals - chitarra
- Jimmy Capps - chitarra, mandolino
- Robby Turner - mandolino, steel guitar, dobro, basso
- Barry Walsh - tastiere
- Bobby Emmons - tastiere
- Jerry Bridges - basso
- Jeff Hale - batteria
- Richie Albright - batteria, percussioni
- Marcia Beverly - accompagnamento vocale
- Jenni Jennings - accompagnamento vocale